# Prefeitura dos Assuntos Econômicos da Santa Sé
A Prefeitura dos Assuntos Econômicos da Santa Sé foi o dicastério da Cúria Romana responsável pela vigilância e controle sobre as administrações que dependem da Santa Sé ou a ela estão subordinadas, qualquer que seja a autonomia de que possam usufruir.
Foi instituída pelo Papa Paulo VI, por meio a Constituição Apostólica Regimini universae Ecclesiae, de 15 de agosto de 1967. Em 2000, por provimento do Papa João Paulo II, o número de cardeais aumentou de três para oito, contando com o prefeito.
A Constituição Apostólica Pastor Bonus, de João Paulo II, clarificou as funções institucionais, composição e competências.
Era presidida por um cardeal, assistido por sete cardeais, com a colaboração de um prelado secretário e de um contabilista-geral.
Na maioria de suas atribuições, foi substituída pela Secretaria para a Economia.

## Competências
1. Examinar os relatórios sobre a situação patrimonial e econômica, bem como os balanços e os orçamentos das administrações sob seu controle.
2. Redigir o orçamento e o balanço consolidado da Santa Sé.
3. Controlar as iniciativas econômicas das administrações.
4. Emitir parecer acerca dos projetos de maior importância.
5. Indagar sobre os danos que de alguma maneira tenham sido causados ao patrimônio da Santa Sé, a fim de promover ações penais ou civis, se for necessário, junto dos Tribunais competentes.[4]

## Presidentes
|           | Nome                 | Período     | Notas                                                    |
| Prefeitos | Prefeitos            | Prefeitos   | Prefeitos                                                |
| --------- | -------------------- | ----------- | -------------------------------------------------------- |
| 7º        | Giuseppe Versaldi    | 2011 — 2015 | nomeado prefeito da Congregação para a Educação Católica |
| 6º        | Velasio De Paolis    | 2008 — 2011 | presidente emérito                                       |
| 5º        | Sergio Sebastiani    | 1997 — 2008 | presidente emérito, renunciou por limite de idade        |
| 4º        | Edmund Casimir Szoka | 1990 — 1997 |                                                          |
| 3º        | Giuseppe Caprio      | 1981 — 1990 |                                                          |
| 2º        | Egidio Vagnozzi      | 1968 — 1980 |                                                          |
| 1º        | Angelo Dell'Acqua    | 1967 — 1968 |                                                          |